# Щипино (Междуреченский район)
Щипино — деревня в Междуреченском районе Вологодской области.
Входит в состав Сухонского сельского поселения (с 1 января 2006 года по 8 апреля 2009 года входила в Враговское сельское поселение), с точки зрения административно-территориального деления — в Враговский сельсовет.
Расстояние до районного центра Шуйского по автодороге — 11,5 км. Ближайшие населённые пункты — Аксентово, Врагово, Калитино, Пешково.
По переписи 2002 года население — 31 человек (18 мужчин, 13 женщин). Всё население — русские.